# Barbara Rosenblat
Barbara Rosenblat (Londres, 17 de julho de 1950) é uma atriz britânica, conhecida pela participação na série Orange Is the New Black.